# Walter Weiler
Walter Weiler   (Winterthur, 4 de desembre de 1903 - Berna, 4 de maig de 1945) fou un futbolista suís, que jugava de defensa, que va competir entre la fi de la Primera Guerra Mundial i la fi de la Segona.
El 1924 va prendre part en els Jocs Olímpics de París, on guanyà la medalla de plata en la competició de futbol, tot i que no jugà cap partit.Quatre anys més tard, als Jocs d'Amsterdam, sí que disputà diversos partits de la competició de futbol, en què fou novè. El 1934 va disputar el Mundial de futbol d'Itàlia.
Pel que fa a clubs, defensà els colors del SC Veltheim (1921-1923), Le Havre AC (1923-1926) i Grasshopper, amb qui guanyà set edicions de la lliga suïssa (1927, 1928, 1931, 1937, 1939, 1942, 1943) i vuit de la copa (1927, 1932, 1934, 1937, 1938, 1940, 1941, 1942). Amb la selecció nacional, entre 1926 i 1942, jugà 25 partits, en què marcà 4 gols.
El 1944 va publicar el llibre "Fussball-Lehrgang für die Jugend: Techn. u. takt. Grundschule f. Fussballs". Morí d'una insuficiència cardíaca el 1945.